# Estreito de Otranto

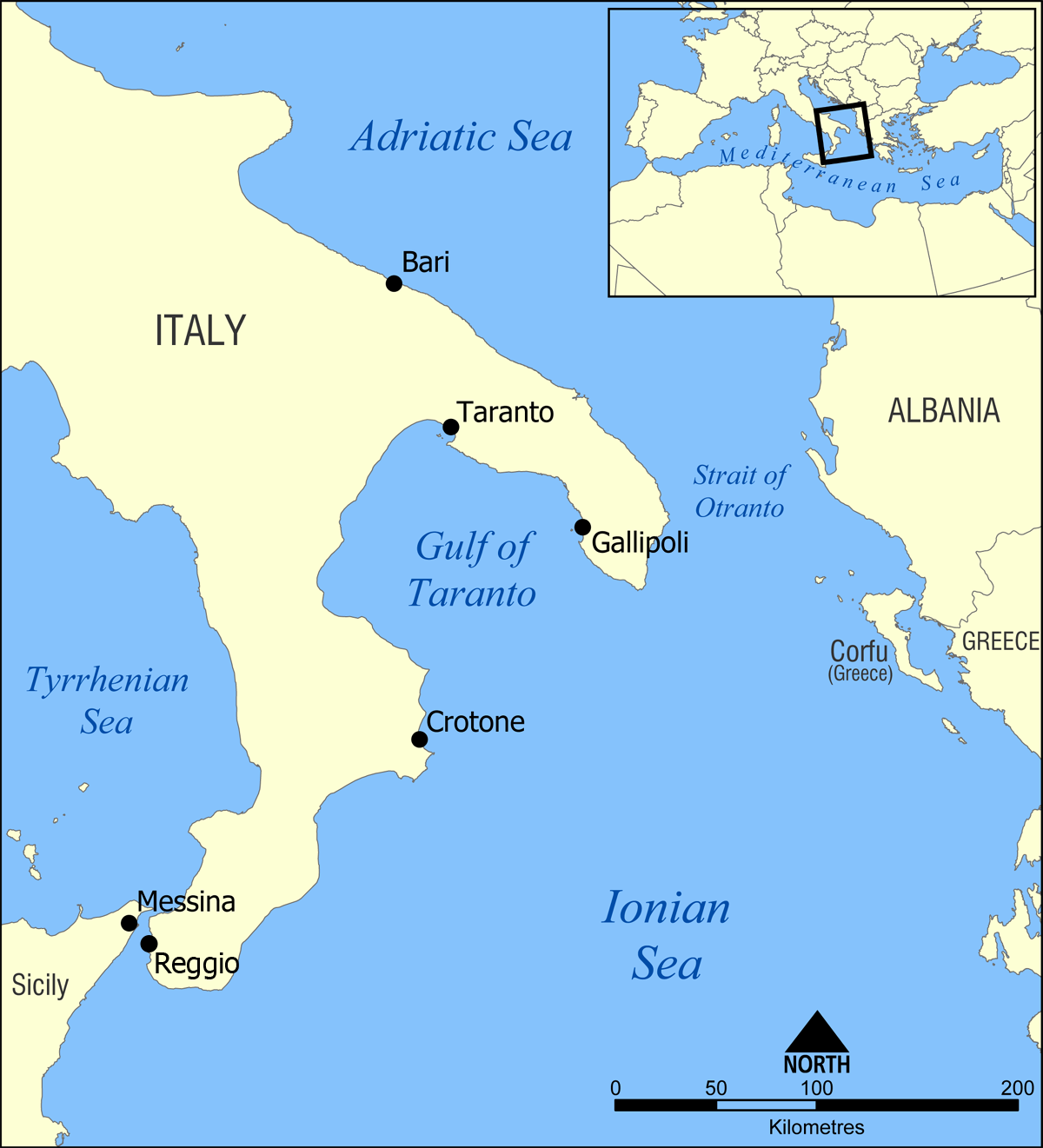
Localização do estreito de Otranto.

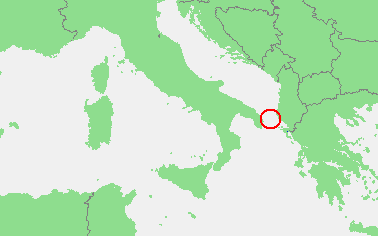
Localização do estreito de Otranto.

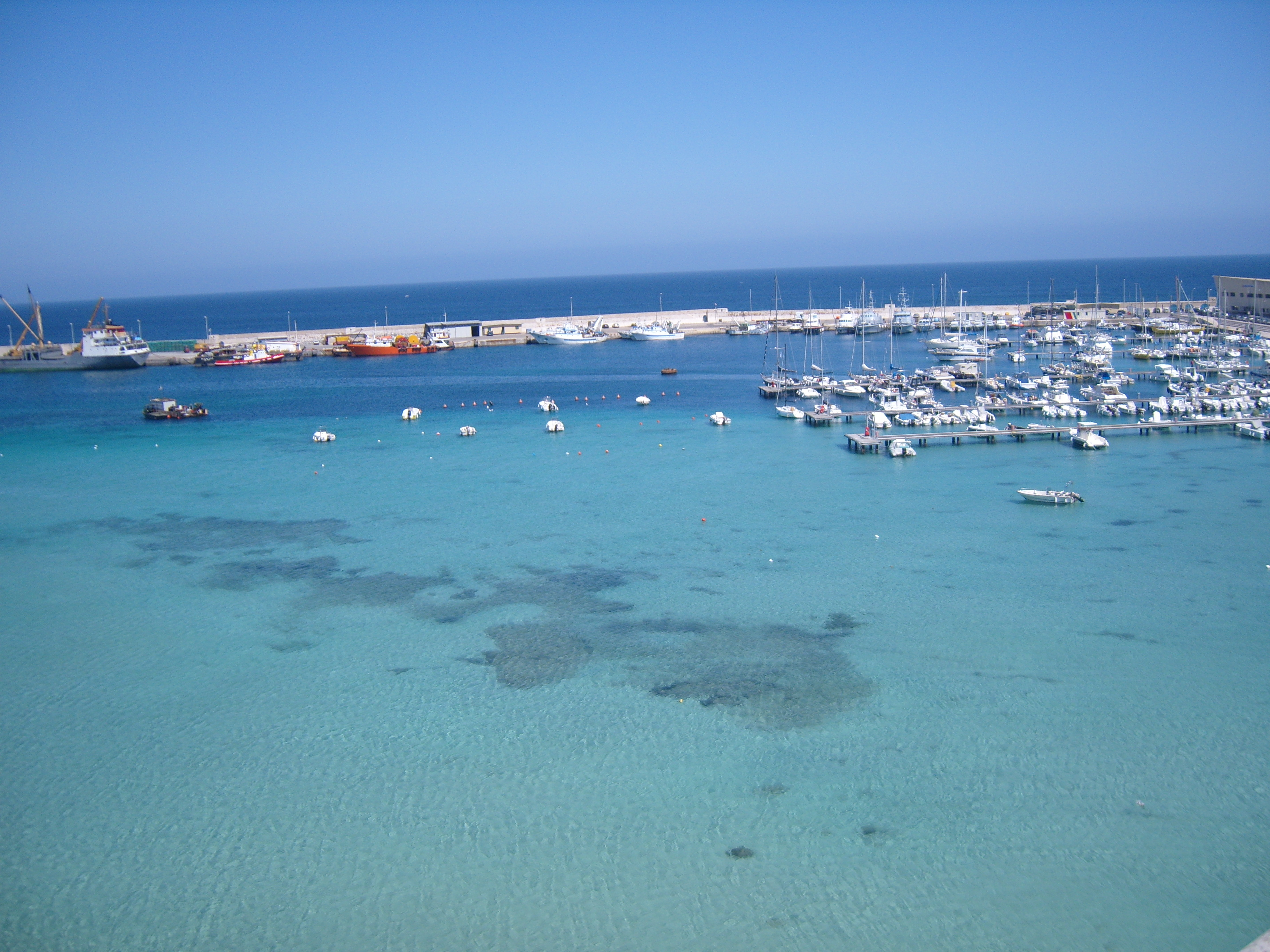
Vista do porto de Otranto.

O estreito de Otranto é um estreito situado entre a Itália e a Albânia. Liga o mar Adriático e o mar Jónico (ambos pertencentes ao mar Mediterrâneo).
O canal tem este nome devido à pequena cidade italiana de Otranto. O cabo de Otranto, situado em 18°N 31'E é o ponto mais oriental da Itália e o mais próximo da Albânia, a 72 km.
O estreito é lugar de travessia para a imigração ilegal albanesa, sendo comuns os registos visuais de lanchas rápidas da máfia albanesa, que fazem o tráfico de pessoas.

## História
Em agosto de 1807, tropas francesas sob o comando do general Berthier cruzaram o canal para invadir as ilhas Jónicas.
Durante a Primeira Guerra Mundial, o estreito foi de grande importância estratégica. As forças aliadas da Itália, França e Grã-Bretanha bloquearam-no, impedindo à marinha austro-húngara a entrada no Mediterrâneo, e com êxito impediram-na de ter uma papel efectivo no teatro de operações naval.
Em 1998, em virtude de um acordo com o governo albanês, a Itália montou uma estação de radar na ilha de Sazan, frente ao porto albanês de Vlorë para controlar melhor os movimentos das lanchas rápidas e combater a imigração ilegal.